# Аникушин, Михаил Константинович
Михаи́л Константи́нович Анику́шин (19 сентября [2 октября] 1917, Москва — 18 мая 1997, Санкт-Петербург) — советский и российский скульптор-монументалист, последователь соцреализма, один из основных ленинградских ваятелей послевоенной эпохи, педагог и общественный деятель; создатель ряда памятников поэту Александру Пушкину (в том числе — монумента на площади Искусств в Петербурге), также работал как мастер скульптурной ленинианы, создавал портретные бюсты и надгробия. Действительный член Академии художеств СССР — Российской академии художеств (с 1962; член-корреспондент с 1958). Народный художник СССР (1963), Герой Социалистического Труда (1977). Лауреат Ленинской премии (1958) и Государственной премии РСФСР имени Ильи Репина (1986). Почётный гражданин Санкт-Петербурга (1997).

## Биография
Михаил Аникушин родился 19 сентября (2 октября) 1917 года в Москве, в семье рабочего. Отец Константин Аникушин, паркетчик, работал над паркетами гостиницы «Москва».
В 1931 году Аникушин начал заниматься в Московской студии лепки и рисования под руководством Г. А. Козлова.
В 1935—1936 годах учился в подготовительных классах при Ленинградском институте живописи, скульптуры и архитектуры у В. С. Богатырёва, в 1936—1937 — в Ленинградской средней художественной школе у Г. А. Шульца, в 1937—1941 и 1945—1947 — у В. А. Синайского и А. Т. Матвеева в Ленинградском институте живописи, скульптуры и архитектуры.
С самого начала войны ушёл в ополчение. С ноября 1941 года воевал в рядах РККА.
В 1948—1951 и с 1958 года до самой смерти преподавал в Институте живописи, скульптуры и архитектуры им. И. Е. Репина, возглавлял персональную творческую мастерскую. Профессор (1960).
Одна из наиболее известных работ скульптора — памятник Пушкину, установленный в Ленинграде в 1957 году, а в 1958 удостоенный Ленинской премии. Конкурс на проект памятника объявили, когда Аникушин был первокурсником Академии художеств.
Представитель классической, традиционалистской школы, работавший в станковой и монументальной скульптуре, автор ряда известных изображений, ставших знаковыми для своего времени: А. С. Пушкина, А. П. Чехова, Г. С. Улановой, Н. К. Черкасова, В. М. Бехтерева, В. И. Ленина, скульптурных групп мемориального комплекса «Героическим защитникам Ленинграда» и др.
Председатель правления Ленинградского отделения Союза художников СССР (1962—1972, 1986—1990). Член Президиума Российской академии художеств (1995—1997).
Член ВКП(б) с 1944 года. Член ЦРК при ЦК КПСС (1966—1976).
Умер 18 мая 1997 года в Санкт-Петербурге; похоронен на Литераторских мостках.

### Семья
- Жена — Мария Тимофеевна Литовченко (1917—2003), скульптор. Член-корреспондент РАХ. Народный художник Российской Федерации.
  - Брат — Владимир Константинович, инженер-геодезист, участник создания Карагандинского промышленного района[1].
  - Дочь — Вера Михайловна Аникушина (1948—2011)[4], художник-график.
    - Внук — Адриан Юрьевич (1969—2017)[4], живописец, скульптор, веб-дизайнер.
    - Внук — Константин Сергеевич (1972), художник-график, дизайнер, фотохудожник.

  - Дочь — Нина Михайловна Аникушина (1952)[4][5].
    - Внучка — Анна Васильевна (1987).

## Награды и звания
- Герой Социалистического Труда (1977)
- Заслуженный деятель искусств РСФСР (1957)
- Народный художник СССР (1963)
- Ленинская премия (1958) — за памятник А. С. Пушкину в Ленинграде на площади Искусств
- Государственная премия РСФСР имени И. Е. Репина (1986) — за серию скульптурных портретов «Наш современник»: «Ткачиха В. Н. Голубева», «Рабочий В. С. Чичеров», «Балерина Г. С. Уланова», «Композитор Г. В. Свиридов»
- Два ордена Ленина (1967, 1977)
- Орден Октябрьской Революции
- Орден Отечественной войны II степени (1985)
- Орден Трудового Красного Знамени (1987)
- Орден Дружбы народов (28 сентября 1992) — за выдающиеся заслуги в области изобразительного искусства[6].
- Медаль «За доблестный труд в Великой Отечественной войне 1941—1945 гг.»
- Медаль «В память 250-летия Ленинграда»
- Золотая медаль им. М. Б. Грекова (1975)
- Почётный доктор СПбГУП (с 1994)
- Почётный гражданин Санкт-Петербурга (1997)

## Основные работы
- «Воин-победитель» (дипломная работа, 1947)
- Памятник-бюст Максиму Горькому (Казань, 1950)
- Памятник А. С. Пушкину (сидящая фигура на станции метро «Пушкинская» в Ленинграде, 1955)
- Памятник А. С. Пушкину на площади Искусств в Ленинграде (бронза, гранит, 1949—1957; арх. В. А. Петров; открыт в 1957 г.)
- Памятник А. С. Пушкину в Ташкенте (1974)
- Портрет В. М. Бехтерева (1960)
- Памятник актрисе Е. П. Корчагиной-Александровской (1958); Некрополь мастеров искусств Государственного музея городской скульптуры
- Портрет артиста Ю. М. Юрьева, бронза, гранит, 1961; Некрополь мастеров искусств Государственного музея городской скульптуры
- Портрет космонавта Г. С. Титова (1961)
- Памятник В. И. Ленину на Московской площади в Ленинграде (1970, арх. В. А. Каменский)
- Памятник В. И. Ленину в Турку, Финляндия (1977)
- Портрет генерального авиаконструктора А. С. Яковлева (1975)
- Монумент «Героическим защитникам Ленинграда» на площади Победы (открыт в 1975, архитекторы В. А. Каменский и С. Б. Сперанский)
- «Золотой мальчик» (1975, скульптура, которая не вошла в мемориальный комплекс «Монумент героическим защитникам Ленинграда» по воле партийного начальства)
- Портрет композитора Г. В. Свиридова (1980)
- Портрет артиста Н. К. Черкасова (1975, Некрополь мастеров искусств Государственного музея городской скульптуры)
- Памятник на могиле композитора Р. М. Глиэра на Новодевичьем кладбище в Москве
- Бюст конструктора Н. Д. Кузнецова, установлен 19 августа 1986 года в Сквере имени Кузнецова в Самаре.
- Памятник А. С. Пушкину (станция метро «Черная речка» (Санкт-Петербург, 1982)
- Композиция «Мир» в парке Мира Нагасаки.
- Памятник балерине Г. С. Улановой в Московском парке Победы (Санкт-Петербург, открыт 30 мая 1984 года).
- Памятник В. И. Ленину на центральной площади Находки (12 июля 1984 года).
- Памятник Вере Мухиной в Пречистенском переулке в Москве (1989 год).
- Памятники А. С. Пушкину (1993 год) и М. И. Кутузову (1995 год) в Калининграде.
- Памятник А. П. Чехову в Камергерском переулке в Москве (1997).
- Памятник А. П. Чехову в городе Чехов. Трёхметровая бронзовая фигура писателя, это первая работа скульптора, посвящённая А. Чехову.
- Памятник Морякам и создателям флота России в Санкт-Петербурге (открыт 2 ноября 1996 года)

## Память
- 2 октября 2007 года в Санкт-Петербурге на доме, где жил скульптор (Песочная набережная, 16), установлена мемориальная доска[7][8].
- Именем скульптора названы Аникушинский сквер на Каменноостровском проспекте — в этом сквере установлена его скульптурная композиция «Дружба» («Танцующие девочки») — и Аникушинская аллея, пролегающая от этого сквера к Вяземскому переулку, где он работал[9][10][11].
- Имя скульптора также носит художественная школа Кронштадта.
- Именем скульптора назван астероид (3358) Аникушин (Anikushin), открытый 1 сентября 1978 года астрономом Николаем Черных в Крымской астрофизической обсерватории[12].
- В Вяземском саду перед зданием бывшей мастерской скульптора (Вяземский переулок, 8), являющейся филиалом Государственного музея городской скульптуры, 12 сентября 2013 года установлен памятник Аникушину работы Н. Краюхина.
- В 2017 году к 100-летию со дня рождения Михаила Аникушина выпущены почтовый художественный маркированный конверт и спецштемпель.

## Галерея
- Памятник А. С. Пушкину на площади Искусств. Санкт-Петербург
- Статуя А. С. Пушкина в вестибюле станции метро «Пушкинская». Санкт-Петербург
- Памятник В. И. Ленину на Московской площади Санкт-Петербурга
- Памятник-бюст Максиму Горькому в Казани